# Baronia de Vilagaià
La Baronia de Vilagaià és un títol nobiliari espanyol creat el 12 de desembre de 1790 pel rei Carles IV a favor del noble català Francesc d'Assís Delàs i Silvestre.
L'actual titular, des de l'any 2000, és Eduard de Delàs y d'Ugarte, VII baró de Vilagaià.

## Barons de Vilagaià
|                       | Titular                                  | Període               |
| Creació per Carles IV | Creació per Carles IV                    | Creació per Carles IV |
| --------------------- | ---------------------------------------- | --------------------- |
| I                     | Francesc d'Assís Delàs i Silvestre       | 1790-1818             |
| II                    | Francesc Salvador de Delàs i de Taurinyá | 1818-1864             |
| III                   | Francesc de Paula de Delàs i Jalpí       | 1865-1890             |
| IV                    | Marià de Delàs i de Foxá                 | 1890-1912             |
| V                     | Manuel de Delàs i Gayolá                 | 1913-1950             |
| VI                    | Manuel de Delàs i de Jaumar              | 1953-1999             |
| VII                   | Eduard de Delàs i d'Ugarte               | 2000- actualitat      |

## Història dels barons de Vilagaià
- Francesc de Asís Delás i Silvestre (1747-1818), I baró de Vilagaià, Noble del Principat de Catalunya en 1796.

1. Casat amb María Ana de Taurinyá i de Llaudes.

El succeí el seu fill:
- Francesc Salvador de Delás i de Taurinyá (1776-1864), II baró de Vilagaià, Alcalde constitucional de Girona (1820), Capità de la Compañía de la Cruzada Gerundense, Creu de distinció de Defensor de Girona.

1. Casat el 27 de setembre de 1803 amb Maria Antònia de Jalpí i de Maranyosa.

El succeí, el 19 de setembre de 1865, el seu fill:
- Francesc de Paula de Delás i de Jalpí (1806-1890), III baró de Vilagaià, Senyor d'Altet i Lluçà, de Tragó i de la Garriga de Peralada.

1. Casat el 24 de novembre de 1836 amb Maria de la Concepció de Foxà i de Bassols.

El succeí, el 8 de setembre de 1890, el seu fill:
- Marià de Delàs i de Foxà (1837-1912), IV baró de Vilagaià.

1. Casat amb Matilde de Gayolá i de Casanovas.

El succeí, el 12 de juny de 1913, el seu fill:
- Manuel de Delàs i de Gayolà (1870-1950), V baró de Vilagaià, Tresorer de la junta carlista.

1. Casat en 1909 amb Maria Assumpció de Dalmases i de Valls.

El succeí, el 5 de juny de 1953, el seu enebot -fill de Josep Maria Delás i de Gayolà (1875-1964), germà del V baró, casat amb Maria de la Encarnació de Jaumar i de Bofarull-:
- Manuel de Delás i de Jaumar (1911-1999), VI baró de Vilagaià, vicepresident de la Caixa d'Estalvis i Mont de Pietat de Barcelona, Tinent d'Alcalde de l'Ajuntament de Barcelona, Diputat provincial.

1. Casat en 1939 amb Roser d'Ugarte i de Casanova.

El succeí, el 8 de setembre de 2000, el seu fill:
- Eduard de Delàs i d'Ugarte (n.1941), VII baró de Vilagaià, enginyer industrial.

1. Casat el 31 d'octubre de 1981 amb Maria del Miracle de Sarriera i Vargas-Zúñiga, V marquesa d'Argençola. Pares de dos fills:
  1. Ferran de Delàs i de Sarriera, hereu natural dels títols.
  2. Marianna de Delàs i de Sarriera.
2. Casat amb Gracia Mariana de Mazarredo Pampló (filla de Luis de Mazarredo, marquès de Villora). Pares de dos fills:
  1. Eduardo de Delás Mazarredo.
  2. Francisco de Delás Mazarredo.[4]

## Armes
«En camp de gules, un castell, de plata, sumat d'una àguila, d'or. Bordura d'atzur amb tretze estels, d'or.»